# Ingolf Elster Christensen
Ingolf Elster Christensen (Førde, 28 marzo 1872 – 3 maggio 1943) è stato un politico norvegese.

## Biografia
Deputato al Parlamento norvegese dal 1922 per i conservatori, fu ministro della giustizia dal marzo al luglio 1926, e quindi ministro della difesa fino al gennaio 1928.
Fu primo ministro della Norvegia durante i negoziati con i Tedeschi nella Campagna di Norvegia, dal 15 aprile al 25 settembre 1940.